# Tour de Langkawi 2022
26. ročník etapového cyklistického závodu Tour de Langkawi (oficiálně Petronas Le Tour de Langkawi) se konal mezi 11. a 18. říjnem 2022 v Malajsii. Celkovým vítězem se stal Kolumbijec Iván Sosa z týmu Movistar Team. Na druhém a třetím místě se umístili Brit Hugh Carthy (EF Education–EasyPost) a Nor Torstein Træen (Uno-X Pro Cycling Team). Závod byl součástí UCI ProSeries 2022 na úrovni 2.Pro.
Závod se do závodního kalendáře vrátil po roční pauze kvůli pandemii covidu-19. Původní termín byl stanoven na 3. – 10. března, ale na konci ledna byl závod odložen na 11. – 18. června kvůli vzestupu počtu nakažených covidem-19. Závod byl poté odložen znovu, tentokrát na říjen, a to kvůli časovému konfliktu s jinými cyklistickými závody.

## Týmy
Závodu se zúčastnilo 6 z 18 UCI WorldTeamů, 4 UCI ProTeamy, 7 UCI Continental týmů a 3 národní týmy. Všechny týmy nastoupily na start s šesti závodníky kromě týmů Cofidis, Team Ukyo a China Glory Continental Cycling Team s pěti jezdci, závod tak odstartovalo 117 jezdců. Do cíle v Kuahu dojelo 100 z nich.
UCI WorldTeamy
- Astana Qazaqstan Team
- Cofidis
- EF Education–EasyPost
- Movistar Team
- Lotto–Soudal
- UAE Team Emirates

UCI ProTeamy
- Alpecin–Deceuninck
- Burgos BH
- Drone Hopper–Androni Giocattoli
- Uno-X Pro Cycling Team

UCI Continental týmy
- ARA Pro Racing Sunshine Coast
- China Glory Continental Cycling Team
- Mula Cycling Team
- ProTouch
- Terengganu Polygon Cycling Team
- Thailand Continental Cycling Team
- Team Ukyo

Národní týmy
- Malajsie
- Filipíny
- Thajsko

## Trasa a etapy
| Etapa         | Datum         | Trasa                         | Vzdálenost       | Typ       | Typ            | Vítěz                  |
| ------------- | ------------- | ----------------------------- | ---------------- | --------- | -------------- | ---------------------- |
| 1             | 11. října     | Kuala Pilah – Kuala Lumpur    | 157,3 km         |           | Zvlněná etapa  | Gleb Syrica            |
| 2             | 12. října     | Kuala Klawang – Raub          | 178,9 km         |           | Rovinatá etapa | Craig Wiggins (AUS)    |
| 3             | 13. října     | Putrajaya – Genting Highlands | 123,7 km         |           | Horská etapa   | Iván Sosa (COL)        |
| 4             | 14. října     | Sabak Bernam – Meru Raya      | 137,9 km         |           | Rovinatá etapa | Jakub Mareczko (ITA)   |
| 5             | 15. října     | Kuala Kangsar – Kulim         | 172 km           |           | Rovinatá etapa | Lionel Taminiaux (BEL) |
| 6             | 16. října     | George Town – Alor Setar      | 120,4 km         |           | Rovinatá etapa | Erlend Blikra (NOR)    |
| 7             | 17. října     | Kuah – Gunung Raya Kuah       | 90,8 km 107,1 km |           | Zvlněná etapa  | Sjoerd Bax (NED)       |
| 8             | 18. října     | Kuah – Kuah                   | 115,9 km         |           | Zvlněná etapa  | Alex Molenaar (NED)    |
| Celková délka | Celková délka | Celková délka                 | 1113,2 km        | 1113,2 km | 1113,2 km      | 1113,2 km              |

## Průběžné pořadí
| Etapa          | Vítěz            | Celkové pořadí | Bodovací soutěž | Vrchařská soutěž      | Soutěž asijských jezdců | Soutěž týmů            |
| -------------- | ---------------- | -------------- | --------------- | --------------------- | ----------------------- | ---------------------- |
| 1              | Gleb Syrica      | Gleb Syrica    | Gleb Syrica     | Jambaljamts Sainbayar | Jambaljamts Sainbayar   | Movistar Team          |
| 2              | Craig Wiggins    | Gleb Syrica    | Gleb Syrica     | Nur Aiman Mohd Zariff | Jambaljamts Sainbayar   | Uno-X Pro Cycling Team |
| 3              | Iván Sosa        | Iván Sosa      | Gleb Syrica     | Nur Aiman Mohd Zariff | Andrej Zajc             | Movistar Team          |
| 4              | Jakub Mareczko   | Iván Sosa      | Gleb Syrica     | Nur Aiman Mohd Zariff | Andrej Zajc             | Movistar Team          |
| 5              | Lionel Taminiaux | Iván Sosa      | Max Kanter      | Nur Aiman Mohd Zariff | Jambaljamts Sainbayar   | Movistar Team          |
| 6              | Erlend Blikra    | Iván Sosa      | Erlend Blikra   | Nur Aiman Mohd Zariff | Jambaljamts Sainbayar   | Movistar Team          |
| 7              | Sjoerd Bax       | Iván Sosa      | Erlend Blikra   | Nur Aiman Mohd Zariff | Jambaljamts Sainbayar   | Movistar Team          |
| 8              | Alex Molenaar    | Iván Sosa      | Erlend Blikra   | Nur Aiman Mohd Zariff | Jambaljamts Sainbayar   | Movistar Team          |
| Konečné pořadí | Konečné pořadí   | Iván Sosa      | Erlend Blikra   | Nur Aiman Mohd Zariff | Jambaljamts Sainbayar   | Movistar Team          |

- V etapách 2 a 3 nosil Erlend Blikra, jenž byl druhý v bodovací soutěži, zelený dres, protože vedoucí závodník této klasifikace Gleb Syrica nosil žlutý dres pro lídra celkového pořadí.
- V 2. etapě nosil Peerapol Chawchiangkwang, jenž byl druhý v soutěži asijských jezdců, bílý dres, protože vedoucí závodník této klasifikace Jambaljamts Sainbayar nosil červený dres pro lídra vrchařské soutěže.

## Konečné pořadí
| Legenda | Legenda                         | Legenda | Legenda                                 |
| ------- | ------------------------------- | ------- | --------------------------------------- |
|         | Označuje lídra celkového pořadí |         | Označuje lídra vrchařské soutěže        |
|         | Označuje lídra bodovací soutěže |         | Označuje lídra soutěže asijských jezdců |

### Celkové pořadí
| Pořadí | Jezdec                      | Tým                             | Čas         |
| ------ | --------------------------- | ------------------------------- | ----------- |
| 1      | Iván Sosa (COL)             | Movistar Team                   | 25h 54' 00" |
| 2      | Hugh Carthy (GBR)           | EF Education–EasyPost           | + 23"       |
| 3      | Torstein Træen (NOR)        | Uno-X Pro Cycling Team          | + 1' 47"    |
| 4      | George Bennett (NZL)        | UAE Team Emirates               | + 1' 50"    |
| 5      | Einer Rubio (COL)           | Movistar Team                   | + 2' 02"    |
| 6      | Esteban Chaves (COL)        | EF Education–EasyPost           | + 2' 11"    |
| 7      | Eduardo Sepúlveda (ARG)     | Drone Hopper–Androni Giocattoli | + 2' 24"    |
| 8      | Rubén Fernández (ESP)       | Cofidis                         | + 2' 30"    |
| 9      | Jambaljamts Sainbayar (MGL) | Terengganu Polygon Cycling Team | + 2' 32"    |
| 10     | Andrej Zajc (KAZ)           | Astana Qazaqstan Team           | + 2' 33"    |

### Bodovací soutěž
| Pořadí | Jezdec                      | Tým                             | Body |
| ------ | --------------------------- | ------------------------------- | ---- |
| 1      | Erlend Blikra (NOR)         | Uno-X Pro Cycling Team          | 49   |
| 2      | Max Kanter (GER)            | Movistar Team                   | 45   |
| 3      | Gleb Syrica                 | Astana Qazaqstan Team           | 39   |
| 4      | Lionel Taminiaux (BEL)      | Alpecin–Deceuninck              | 30   |
| 5      | Rüdiger Selig (GER)         | Lotto–Soudal                    | 27   |
| 6      | Jakub Mareczko (ITA)        | Alpecin–Deceuninck              | 25   |
| 7      | Alex Molenaar (NED)         | Burgos BH                       | 24   |
| 8      | Juan Sebastián Molano (COL) | UAE Team Emirates               | 19   |
| 9      | Jason Osborne (GER)         | Alpecin–Deceuninck              | 18   |
| 10     | Jambaljamts Sainbayar (MGL) | Terengganu Polygon Cycling Team | 17   |

### Vrchařská soutěž
| Pořadí | Jezdec                      | Tým                             | Body |
| ------ | --------------------------- | ------------------------------- | ---- |
| 1      | Nur Aiman Mohd Zariff (MAS) | Terengganu Polygon Cycling Team | 29   |
| 2      | Jambaljamts Sainbayar (MGL) | Terengganu Polygon Cycling Team | 29   |
| 3      | Iván Sosa (COL)             | Movistar Team                   | 25   |
| 4      | Hugh Carthy (GBR)           | EF Education–EasyPost           | 24   |
| 5      | Carter Bettles (AUS)        | ARA Pro Racing Sunshine Coast   | 22   |
| 6      | Einer Rubio (COL)           | Movistar Team                   | 11   |
| 7      | Ander Okamika (ESP)         | Burgos BH                       | 10   |
| 8      | Jason Osborne (GER)         | Alpecin–Deceuninck              | 10   |
| 9      | Esteban Chaves (COL)        | EF Education–EasyPost           | 9    |
| 10     | Andrej Zajc (KAZ)           | Astana Qazaqstan Team           | 9    |

### Soutěž asijských jezdců
| Pořadí | Jezdec                         | Tým                               | Čas         |
| ------ | ------------------------------ | --------------------------------- | ----------- |
| 1      | Jambaljamts Sainbayar (MGL)    | Terengganu Polygon Cycling Team   | 25h 56' 32" |
| 2      | Andrej Zajc (KAZ)              | Astana Qazaqstan Team             | + 1"        |
| 3      | Ariya Phounsavath (LAO)        | Thailand Continental Cycling Team | + 5' 51"    |
| 4      | Yuma Koishi (JPN)              | Team Ukyo                         | + 12' 58"   |
| 5      | Peerapol Chawchiangkwang (THA) | Thailand Continental Cycling Team | + 13' 18"   |
| 6      | Aiman Cahyadi (IDN)            | Mula Cycling Team                 | + 14' 57"   |
| 7      | Thanakhan Chaiyasombat (THA)   | Thailand Continental Cycling Team | + 15' 53"   |
| 8      | Sarawut Sirironnachai (THA)    | Thailand Continental Cycling Team | + 15' 59"   |
| 9      | Manabu Ishibashi (JPN)         | Team Ukyo                         | + 18' 10"   |
| 10     | Ratchanon Yaowarat (THA)       | Thailand Continental Cycling Team | + 20' 18"   |

### Soutěž týmů
| Pořadí | Tým                               | Čas         |
| ------ | --------------------------------- | ----------- |
| 1      | Movistar Team                     | 77h 46' 27" |
| 2      | EF Education–EasyPost             | + 4' 09"    |
| 3      | Uno-X Pro Cycling Team            | + 5' 50"    |
| 4      | Cofidis                           | + 9' 29"    |
| 5      | UAE Team Emirates                 | + 10' 12"   |
| 6      | Terengganu Polygon Cycling Team   | + 13' 23"   |
| 7      | Astana Qazaqstan Team             | + 20' 12"   |
| 8      | Alpecin–Deceuninck                | + 31' 16"   |
| 9      | Thailand Continental Cycling Team | + 34' 40"   |
| 10     | Burgos BH                         | + 35' 22"   |